# Gil Rose et les Hydropathes
Gil Rose et les Hydropathes est un groupe de rock français, originaire de Nîmes, dans le Gard.

## Biographie
C'est sous le nom de The Paralytics que Gil Rose et Doc Poison commencent leur association en 1985, avec trois autres musiciens. À partir de 1987, à la suite du départ de Doc Poison, ils évoluent vers un style plus personnel entre ballades acoustiques et rocks électriques et changent leur nom pour devenir The Bohemians, rejoints alors par Jack O. Leroy. Le groupe se sépare néanmoins en 1991, après un dernier concert dédie à la mémoire de Johnny Thunders, décédé le 23 avril 1991.
Gil Rose et Jack O. Leroy poursuivront sporadiquement leur collaboration en duo acoustique sous le nom de Kings and Queens, souvent accompagné par Doc Poison à l’harmonica, dans la même veine entre Jacobites et Johnny Thunders. Mais la migration du premier vers la Suisse et le poste de bassiste de Drive Blind pour le second mettent fin à ce projet.
Dix ans plus tard, en 2004, c'est sous le nom de Gil Rose et les Hydropathes que Gil Rose, Doc Poison et Jack O. Leroy se retrouvent pour enregistrer, avec l'aide d'un batteur et d'un bassiste, un premier album Le Roi de rien, décidant cependant de chanter en français dorénavant. Depuis, un deuxième album, Klondike, est enregistré ainsi que diverses participations entre autres à des disques hommages aux Cramps, à Rowland S. Howard et à Nikki Sudden et quelques premières parties de TNT (alias Tex Perkins de The Beasts of Bourbon et Tim Rogers de You Am I) et de Walter Lure, le guitariste des Heartbreakers le groupe de Johnny Thunders à qui ils rendront un hommage acoustique remarqué à l'occasion de son passage à Nîmes.
Depuis l'arrivée d'une nouvelle bassiste Fatiha Walker, les Hydropathes, désormais réduit à un quatuor sortent un CD-ROM single 5 titres La Surprise du chef alors qu'un nouveau morceau Everybody and their Excuses en collaboration avec Jeremy S. Gluck l'ancien chanteur de The Barracudas est sorti sur Victim of Dreams, le nouvel album de celui-ci.
2009 voit la sortie du troisième album officiel du groupe, Haut et court aux formats CD et vinyle, produit par Wreckless Eric qui participe également à l'enregistrement avec Amy Rigby et Dimi Dero. Le design de la pochette est réalisé par les artistes de bande dessinée Olivier Josso pour le recto et Laure Del Pino pour le verso. Après une tournée promotionnelle en Espagne, et dans le sud de la France, le groupe décide de faire une pause au début de 2010, avant d'annoncer d'autres concerts cette même année. Depuis, aucune nouvelle activité.

## Influences
Ils sont alors influencés par le rock américain underground du début des années 1970 (The New York Dolls, The Stooges, The Velvet Underground…) et par le garage rock (The Seeds, The Flamin' Groovies, The Barracudas…) mais aussi par The Only Ones, The Scientists et leurs idoles Johnny Thunders et Nikki Sudden.

## Membres

### Derniers membres
- Gil Rose — chant, guitare électrique et acoustique, basse, batterie, percussions
- Jack O. Leroy — guitare électrique et acoustique, guitare slide, basse, clavier, chant
- Doc Poison — harmonica, sifflement, percussion, chant
- Fatiha Walker — basse, chant

### Anciens membres
- Bruno Barthe — batterie (2007)
- Mat Mysterious — basse, claviers, sifflement, batterie, chant (2004—2007)
- Vincent Price III — batterie, chant (2008)
- Kosmo — claviers (2006)
- Éric Roset — batterie (2006)
- Dimi Dero — batterie (2006—????)

## Discographie

### Albums studio
- 2005 : Le Roi de rien (In Cold Blood Records)
- 2006 : Trash Is Neat, Vol. 3 : Train mort (Green Door) (CD hommage aux Cramps, Manacoa Music)
- 2006 : A tribute to Rowland S. Howard : La Folle de la ville (Black Milk) (CD, Stagger Records)
- 2006 : Klondike
- 2007 : Suddenly Yours : Cette bonne vieille chanson (Ambulance Station) (CD hommage à Nikki Sudden, Sunthunder Records)
- 2007 : Just Like Ghosts in a Ghost Town (In Cold Blood Records) (sous le nom de Jack and the Zidroes)
- 2007 : Abus Dangereux Face 101 : Longue route (CD sampler, Vicious Circle)
- 2008 : La Surprise du chef(CD, LP, In Cold Blood Records)
- 2009 : Haut et court (CD, LP, In Cold Blood Records)

### Album live
- 2005 : Born to Be Danny Wilde (Live at The Subsonic) (In Cold Blood Records)

### Single
- 2006 : Tout sera rose (CD single In Cold Blood Records)

### Collaboration
- Victim of Dreams, par Jeremy Gluck, CD, 2008